# Stupsjön, Uppland
Stupsjön är en sjö i Österåkers kommun i Uppland och ingår i Norrtäljeån-Åkerströms kustområde. Sjön är 3,2 meter djup, har en yta på 0,0604 kvadratkilometer och befinner sig 8,2 meter över havet.

## Delavrinningsområde
Stupsjön ingår i det delavrinningsområde (659908-165575) som SMHI kallar för Rinner till Östra Saxarfjärden. Medelhöjden är 17 meter över havet och ytan är 21,61 kvadratkilometer. Det finns inga avrinningsområden uppströms utan avrinningsområdet är högsta punkten. Avrinningsområdets utflöde mynnar i havet, utan att ha någon enskild mynningsplats.